# Tibulati
Los tibulati (en griego: Τιβουλάτιοι), también llamados tibulados o tibulatii fueron una antigua tribu de Cerdeña.

## Historia
Descrito este antiguo pueblo por Ptolomeo (III, 3), los tibulati habitaban en el extremo norte de la isla, cerca de la antigua ciudad de Tibula y del pueblo de los corsi e inmediatamente al norte de los coracenses.